# Владимир Стаменковић
Владимир Влада Стаменковић (Београд, 26. децембар 1928 – Београд, 8. јун 2018) био је позоришни критичар, театролог, вишедеценијски позоришни критичар НИН-а, главни селектор и уметнички директор Стеријиног позорја у Новом Саду, професор драматургије Факултета драмских уметности у Београду.

## Биографија
Школовао се у Београду. Основну школу је завршио 1939, III реалну мушку гимназију 1947, а Правни факултет 1953. године.
Након завршетка студија, радио је две године као судски приправник. Истовремено је писао запажене позоришне критике што га је довело 1956. на радно место драматурга и уредника радио-драмског програма Радио-Београда. На овом послу ће се задржати пуних једанаест година (до 1968), након чега је прихватио позив да предаје на тадашњој Академији за позориште, филм, радио и телевизију.
На Академији је биран у сва академска звања, од доцента до редовног професора, а дуго времена је био и шеф Катедре за драматургију.
Предавао је драматургију студентима треће године пуних двадесет осам година. 
Осим тога, био је Уметнички директор и Главни селектор Стеријиног позорја (1976—1981).
Био је почасни члан Удружења позоришних критичара и театролога Србије (Националне секције AICT-а).

## Позоришне критике
Позоришне критике је писао најпре за Књижевне новине (до 1961), а потом за НИН, где је водио позоришну хронику пуне четири деценије. По речима његовог студента, а касније и професора Факултета драмских уметности у Београду, Ивана Меденице, толико дугачак стаж сталног позоришног критичара у истом медију, осим што представља праву реткост чак и на светском нивоу, заправо сведочи "превасходно о његовој грађанској постојаности, истрајности, просветитељском осећању обавезе и мисије."
Припадао је групи ретких позоришних критичара који су од самих почетака БИТЕФ-а подржавали овај фестивал. Иако је суштински био наклоњен овом фестивалу, нештедимице је износио аргументе критике и оцене које су се некада косиле са избором Мире Траиловић и Јована Ћирилова, суоснивача и селектора Фестивала. Они сами су томе у прилог истакли: "Никад корумпиран, никад попустљив, али способан и да се одушеви оним што одговара његовом савременом сензибилитету и његовом веровању, интелектуалном, естетском и друштвеном..."
Што се тиче критичарског и есејистичког рада Владимира Стаменковића, он обухвата више од хиљаду пет стотина публикованих текстова.

## Наслеђе
Као професор Факултета драмских уметности али и као постојани позоришни критичар чврстих уверења и снажних аргумената, стекао је изузетан углед и велико поверење својих студената, али и млађих критичара.
Извео је на позоришни пут тридесет генерација драматурга, практично све драматурге, драмске писце, критичаре и театролог старије и средње генерације.
Добро је познато да је управо Стаменковић имао битну улогу у професионалном дебију Душана Ковачевића.
Драгана Бошковић наводи да је професор Стаменковић неуморно промовисао своје студенте код позоришних управа и да је заслужан што су се неки од данас култних текстова, нашли под светлима позорнице. Исто тако, његови студенти који нису постали драмски писци већ њихови критичари, управо су се угледали на морални интегритет и јасноћу ставова свога професора. О професору још каже:
"У непрестаном, креативном дијалогу са традицијом, Владимир Стаменковић је непогрешиво умео да раздвоји помодно од савременог, пишући о представама отворено, јасно и храбро, без обзира на друштвено-историјски контекст у коме су настајале, и глобализацијска кретања."
"Као прави романтичар, не и романтик, Стаменковић је био суштински, аутентично и искрено отворен – а што је на први поглед био у потпуној супротности с његовом уздржаном, строгом, уредном и отменом појавом и наступом – за све што је ново и оригинално. Његов основни покретач није био порив – а што је веома чест случај у професији критичара – да дела која анализира потврђује, те процењује кроз призму својих естетских, идеолошких и мисаоних назора, већ да их посматра из њих самих."

## Награде
- Стеријина награда за нарочите заслуге на унапређењу домаће позоришне уметности и културе(1996);
- Стеријина награда за позоришну критику ”Миодраг Кујунџић” за чланак: Предео маште (Башта сљезове боје, ”Д. Радовић” Београд), НИН, Београд (1997)
- Стеријина награда за књигу: Крај утопије и позориште (2001)
- Стеријина награда за театрологију ”Јован Христић” за критику књиге: Позориште или усуд пролазности Петра Марјановића (2002)
- Златна повеља заслужним професорима у пензији поводом 50 година Факултета драмских уметности (1998)
- Тањугова награда за најбољу позоришну критику о представама БИТЕФ-а (2006).

## Дела
- Комедиографија Бранислава Нушића, Мисаиловић Миленко и Владимир Стаменковић;
- Теорија драме 18. и 19. века, Владимир Стаменковић (Београд 1985);
- Савремена драма. Књ. 1, приредио Владимир Стаменковић (Београд, 1987);
- Савремена драма. Књ. 2, приредио Владимир Стаменковић (Београд, 1987);
- Краљевство експеримента, Владимир Стаменковић (Београд 1987);
- Позориште у драматизованом друштву, критике и есеји (1956-1986), (Београд 1987);
- Крај утопије и позориште, критике и есеји  (1985-2000) (Београд, Нови Сад, 2000);
- Позориште у зениту, одабране критике (1956-2005), (Београд, 2005);
- Дијалог с традицијом, БИТЕФ 1967-2006 (Београд, 2012).